# Doker

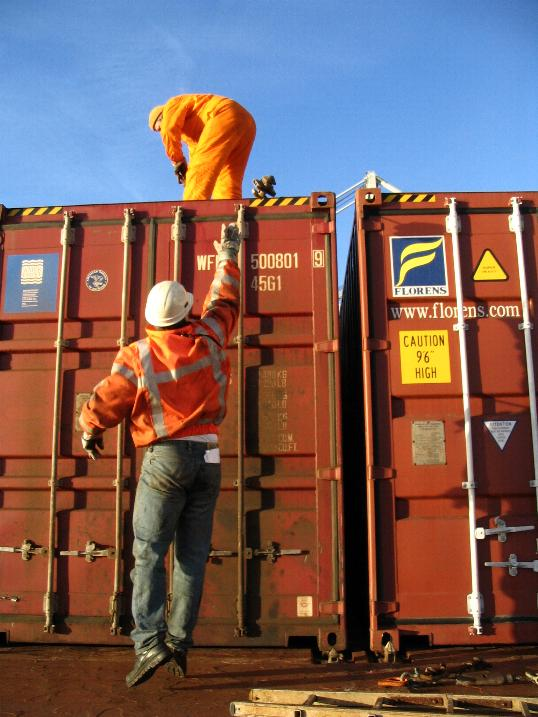
Doker wrzucający twist lock (system spinania) na kontener

Doker (z ang. docker) – nazwa robotnika portowego zatrudnionego przy przeładunku, transporcie i składowaniu towarów.